# Precedenza
La precedenza è il diritto di un qualsivoglia tipo di veicolo, rotabile ferroviario, natante o aeromobile ad occupare o impegnare temporaneamente un determinato spazio prima di un altro che gli cederà quindi il passo.

## Precedenza stradale

Simulazione del traffico all'interno di una rotatoria

Nei paesi aderenti alla convenzione di Ginevra sulla circolazione stradale che hanno adottato il sistema di circolazione a destra è fatto obbligo di concedere precedenza ai veicoli che nelle intersezioni stradali giungono da destra, salvo che la segnaletica imponga obblighi diversi. Questa norma non si applica ai veicoli che circolano su rotaia, che conservano quindi sempre il diritto di precedenza, ad eccezione del caso in cui abbiano un segnale negativo di precedenza da rispettare.
In Italia, ulteriori norme specifiche sulla precedenza sono previste, dal 2020, per i velocipedi che circolano o si immettono sulle strade urbane ciclabili, oppure che viaggiano sulle corsie ciclabili: questi hanno infatti precedenza sul resto del traffico.
In circostanze specifiche come rotatorie e corsie di accelerazione, in cui è usanza consolidata dare precedenza ai veicoli che sono nella rotatoria stessa o in autostrada da parte di coloro si immettono, è opportuno chiarire che questa non è una  "regola generale" stabilita da un articolo del codice della strada, ma deriva dal fatto che sistematicamente ormai queste intersezioni sono provviste di apposita segnaletica, allo stesso modo in cui possono esserne corredate tutte le altre comuni intersezioni.
Una ricca segnaletica a supporto indica poi, a seconda dei casi: strade con diritto di precedenza, strade prive dello stesso, incroci con precedenza, immissioni e via dicendo, con l'indicazione in preavviso della distanza da cui è necessario dare la precedenza.
Vi sono comunque eccezioni fatte per talune tipologie di veicoli, i quali non soggiacciono agli obblighi imposti dalla normativa, sostanzialmente i mezzi di soccorso, con dispositivi di emergenza azionati, (ambulanze, forze dell'ordine, vigili del fuoco) facilmente individuabili da luce lampeggiante di colore blu, nonché i veicoli circolanti su rotaia.
Viene fatto inoltre obbligo di concedere precedenza ai pedoni sugli appositi passaggi.
Nella maggior parte delle legislazioni il segnale "dare precedenza" è costituito da un cartello triangolare rovesciato dai colori rosso e bianco (nella segnaletica verticale), integrato da un triangolo bianco nella segnaletica orizzontale.
Nei paesi dove si tiene la mano sinistra non è detto che per questo vi sia una regola generale per cui (tranne dove diversamente segnalato) valga la precedenza a sinistra. In UK nelle rotatorie è regola generale dare precedenza a destra, e similmente nelle corsie di accelerazione di accesso alle autostrade.

## Precedenza ferroviaria
La circolazione dei treni è regolata dalle norme dei regolamenti di circolazione dei treni emanati dai gestori di infrastruttura ferroviaria. Il termine precedenza assume nella circolazione ferroviaria un significato differente dal caso stradale, in quanto si tratta delle regole che stabiliscono che un treno di categoria inferiore debba cedere il passo, in opportuna stazione ad un treno di categoria superiore previo ricovero e fermata in binario deviato, chiamato binario di precedenza.
Lo sviluppo tecnico dei mezzi di sicurezza e controllo ha permesso negli ultimi decenni l'istituzione della precedenza dinamica, quindi senza fermata del treno che cede il passo, sulle linee a doppio binario con banalizzazione della circolazione treni attrezzate specificamente allo scopo.

## Precedenza navale
La circolazione dei natanti e l'ordine di passaggio negli stretti, l'incrocio in navigazione nonché l'ingresso o l'uscita dai porti è regolata dal codice della navigazione che stabilisce nelle diverse casistiche quale natante debba dare la precedenza e con quali cautele.

## Precedenza tra aeromobili
L'ordine di partenza o di atterraggio, il rallentamento o il cambio di quota allo scopo di dar precedenza sono stabiliti e regolati dalle norme procedurali e dal codice della navigazione aerea.